# 오크웰
오크웰(영어: Oakwell)은 잉글랜드 사우스요크셔주 반즐리에 위치한 다목적 경기장이다. 수용 인원은 23,009명이며 반즐리 FC의 홈 구장으로 사용되고 있다.
2003년까지 경기장과 그 주변의 광대한 토지는 Barnsley Football Club이 소유하고 있었지만, 2002년 클럽이 관리에 들어간 후 의회가 Oakwell Stadium을 매입하여 클럽이 채권자들에게 돈을 갚고 풋볼 리그 에 남을 수 있게 되었다.